# Dychotomia

Yin i yang – przykład dychotomii koła

Dychotomia (gr. dichotomos – przecięty na dwie części) – dwudzielność; podział na dwie części, wzajemnie się wykluczające i uzupełniające do całości.
Podział dychotomiczny zbioru X polega na wyróżnieniu w nim dwóch podzbiorów – A i B – które:
1. są rozłączne, tj. nie mają wspólnych elementów;
2. wyczerpują zbiór X – w skład X nie wchodzi nic spoza A i B, czyli każdy element zbioru X należy albo do podzbioru A, albo do B.

## Przykłady

Wycinek kołowy można podzielić na odcinek koła i trójkąt równoramienny

Szereg twierdzeń w matematyce jest formułowanych w postaci dychotomii – stwierdzenia, że jedna (i tylko jedna) z dwóch własności przysługuje rozważanym obiektom. Na przykład każda liczba naturalna jest albo parzysta, albo nieparzysta; każde trzy punkty albo leżą na jednej prostej, albo są wierzchołkami trójkąta o dodatnim polu.
Twierdzenia tego typu wzbudzają dodatkowe zainteresowanie, jeśli jeden z warunków mówi, że badany obiekt jest pod pewnym względem bardzo „prosty”, a drugi postuluje, że obiekt ten jest bardzo „złożony”. Na przykład:
- jeśli B jest nieskończenie wymiarową przestrzenią Banacha, to B zawiera podprzestrzeń z bazą bezwarunkową albo B ma podprzestrzeń dziedzicznie nierozkładalną[4],
- każdy analityczny podzbiór prostej rzeczywistej jest albo przeliczalny, albo zawiera homeomorficzną kopię zbioru Cantora,
- jeśli {\displaystyle \mathbb {P} } jest pojęciem forsingu, które jest Suslin-ccc, to albo {\displaystyle \mathbb {P} } nie dodaje liczby nieograniczonej, albo {\displaystyle \mathbb {P} } dodaje liczbę Cohena[5].